# Nova Varoš (Banja Luka)
Pour l’article homonyme, voir Nova Varoš.
Nova Varoš (en serbe cyrillique : Нова Варош), est un quartier de Banja Luka en Bosnie-Herzégovine. Au recensement de 1991, il comptait 5 931 habitants, dont une majorité de Serbes.

## Démographie
Au recensement de 1991, la population de la communauté locale de Nova Varoš se répartissait de la manière suivante :